# Chiesa del Santo Spirito (Atri)
La chiesa di Santo Spirito è un luogo di culto che si trova ad Atri, ai margini del centro storico, nei pressi di Rocca di Capo d'Atri, un castello fatto costruire dagli Acquaviva e in parte distrutto durante una sommossa del popolo nel 1413. 
La chiesa è nota anche come Santuario di Santa Rita, considerato il secondo centro di culto della santa dopo Cascia, città natale della santa. L'affluenza dei fedeli, soprattutto in prossimità del 22 maggio, giorno in cui viene celebrata la festività a lei dedicata, è dovuta ai presunti miracoli, avvenuti in Atri, attributi dalla narrazione popolare alla santa già dal XIX secolo.

## Storia
La chiesa fu edificata a partire dalla fine del XIII secolo, ad opera degli agostiniani, che la ebbero fino al Cinquecento, quando subentrarono i francescani per un breve periodo, per poi essere affidata agli agostiniani scalzi che la officiarono a partire dal 1698, e che attuarono alcune trasformazioni. Gli agostiniani scalzi attuarono molte opere di modifica anche nel XVIII secolo, fino a quando la chiesa con l'annesso convento passarono alle monache agostiniane, che introdussero anche il culto di santa Rita da Cascia.
Soprattutto a partire dalla seconda metà del XVIII secolo, le suore modificarono completamente la chiesa, almeno fino ai primi del XIX secolo, dotandola di stucchi vetri, statue e altari. All'inizio del XIX secolo la chiesa e il convento furono abbandonati, ma gli atriani che riservavano un grande amore verso santa Rita, continuarono a curare la chiesa ed è grazie a loro che oggi la chiesa è possibile ammirarla e non ha fatto la fine di certe chiese durante il periodo napoleonico. Il convento, invece, fu definitivamente trasformato in ospizio per anziani e dedicato a san Liberatore (o, più precisamente, a Cristo il santissimo liberatore). La chiesa oggi si presenta nella veste dei restauri e rifacimenti barocchi.

## Descrizione

### Esterno
La facciata, che fu continuamente modificata fino all'inizio dell'Ottocento, si presenta in stile barocco, con lo stemma della morte e la scritta "Suffragio", forse in riferimento a qualche confraternita del Suffragio che vi doveva essere.
Il campanile a vela è dotato di campane del XVIII-XIX secolo, che si differenzia da quelli atriani in mattoni. Il portale d'ingresso, datato 1586 ed in puro stile rinascimentale, era in realtà sulla facciata della chiesa di Sant'Antonio dei Cappuccini, chiesa già in degrado prima dei depredamenti austriaci (1707) e napoleonici (inizi del XIX secolo): le uniche cose salvatesi della chiesa sono questo portale e il dipinto Madonna con Bimbo e santi (1490) della scuola di Antonio Solario, detto "lo Zingaro".

### Interno

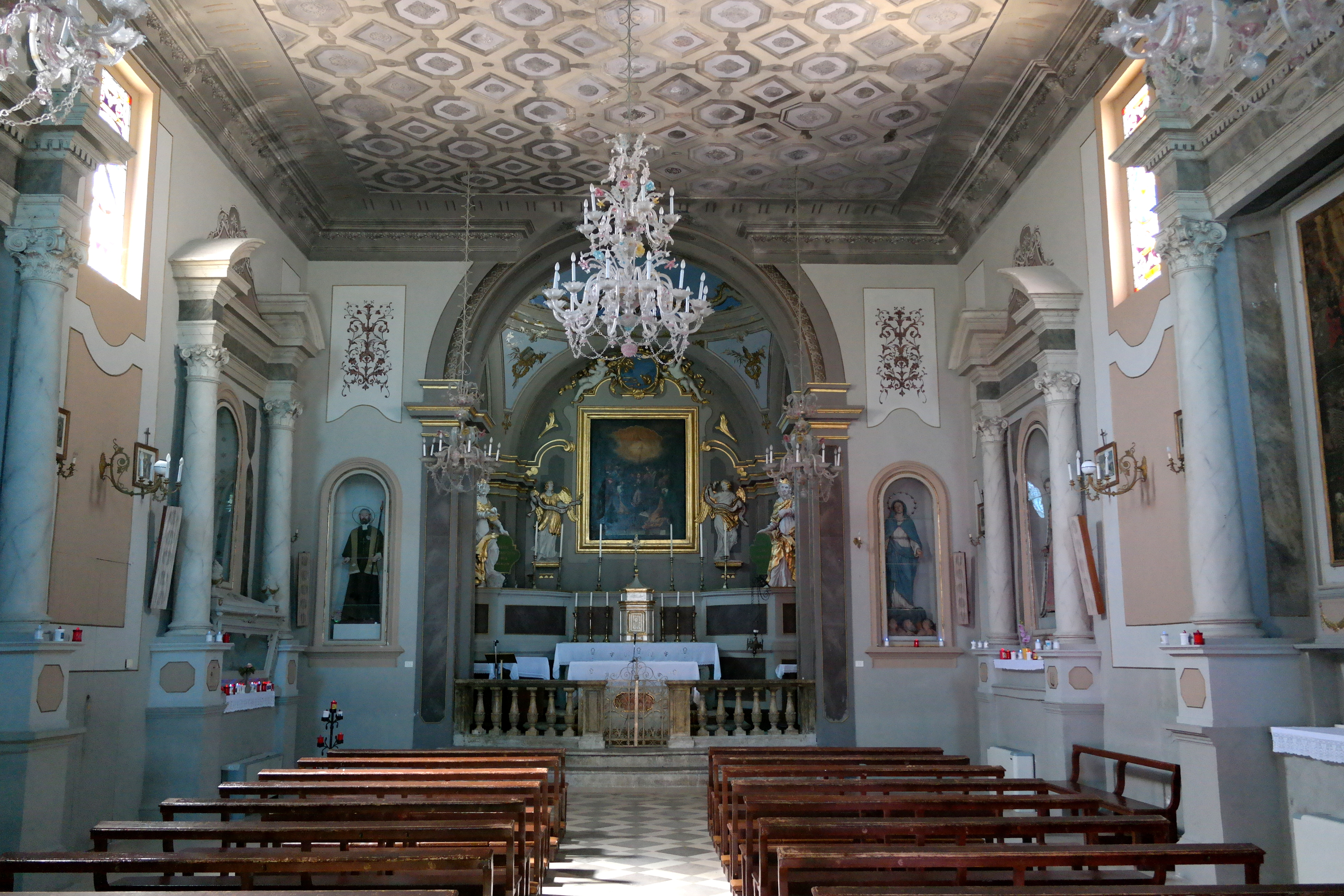
Interno

L'interno è in stile barocco ad unica navata e dai soffitti decorati nella seconda metà del XVIII secolo pendono alcuni lampadari in vetro di Murano, opera di maestri muranesi. 

#### Lato destro
- Natività con Agostiniani, Cappuccini, Minori Osservanti, 1550-60. L'affresco, ritrovato in chiesa ed ora esposto in una parete del lato destro, presenta alcuni elementi di artisti locali, ma è molto più sicura un'attribuzione di scuola fiorentina.
- Altare del Giudizio, XVI-XVII secolo. L'altare, in stile barocco opera di marmorati locali influenzati dalla cultura veneta, è così chiamato per un singolare quadro, della fine del Cinquecento, generalmente indicato come un "Giudizio Universale"; caratterizzato dalla presenza di un morto coperto da insetti.
- Altare di Sant'Anna, fine XVIII secolo. L'altare, che termina con un finto timpano dipinto, contiene in una nicchia la statua ottocentesca di sant'Anna che tiene per mano Maria bambina, coperte da preziosi veste ricamate in oro e argento.

#### Lato sinistro
- Cappella di Santa Rita da Cascia, XVIII-XIX secolo. Il cappellone fu realizzato tra il XVIII e il XIX secolo, abbellito da stucchi e soprattutto dalla preziosa statua della prima metà del XX secolo, con preziose vesti, di Santa Rita, issata il 22 maggio su un prezioso baldacchino e portata in processione nella città, a testimonianza della forte venerazione che gli atriani mostrano a santa Rita. Inoltre nel 1901 il vescovo di Penne e Atri, Giuseppe Maria Morticelli, riuscì ad ottenere anche un privilegio particolare dal Pontefice. Il 16 maggio dello stesso anno Leone XIII concesse alla chiesa di Santo Spirito, per la cappella di Santa Rita, l'indulgenza plenaria che è  stata rinnovata in perpetuo da Giovanni Paolo II.

Inoltre la cappella è abbellita da quadri moderni e da alcuni vesti da sposa offerti dalle nuove spose come ex- voto.
- Altare di san Francesco di Paola, 1770. L'altare è in stile barocco e contiene una tela con "La Madonna che adora il bimbo con san Francesco di Paola", opera settecentesca di scuola napoletana.

- Altare della Madonna Addolorata, fine XVIII secolo. L'altare tardobarocco, modificato forse nel XIX sec, fu abbellito da una statua in parte in cartapesta del XIX secolo della Madonna Addolorata dentro una nicchia stellata, di scuola locale. Nella teca dell'altare vi è una patetica statua del Cristo morto, dello stesso periodo dell'Addolorata.

#### Opere nel Presbitero
- San Giuseppe e Madonna del Suffragio, XIX secolo. Le due statue di cartapesta, attribuita alla scuola degli Avolio, sono contenute in due nicchie. La statua di san Giuseppe è anche vestita.

- Stucchi e croce dell'altare maggiore, seconda metà XVIII secolo. Gli stucchi del presbiterio e della volta, stupendi e davvero realistici, sono stati restaurati di recente a foglia d'oro. Alcuni li vogliono attribuire a scuola napoletana.

- Pentecoste, prima metà XVII secolo. Il quadro, sopra l'altare maggiore, rappresenta la scena della discesa dello Spirito Santo su Maria e gli Apostoli (Pentecoste), immersa nel buio e irradiata dalla luce delle fiaccole e della colomba. È attribuita ad Andrea dell'Asta.

Madonna con Bimbo, fine XVII secolo. La Madonna, seduta su una miriade di nubi, sorregge il bambino Gesù. Opera firmata di Andrea dell'Asta (Napoli, 1673- 1721)
- Madonna con Bimbo e santi, XVIII secolo. L'opera è di influenza solimenesca, ed è stato assegnato al pittore atriano Giuseppe Prepositi (Atri, ?- 1790 c.), allievo di Francesco Solimena; l'opera è databile attorno al 1770, subito dopo le tele di Cermignano e Appignano.

#### Opere nella sagrestia
In sagrestia si trovano una statua del Cristo risorto del XX secolo e in alcune teche alcuni ex voto in argento, ma anche capelli e oggetti quotidiani, del XIX e XX secolo, un tempo ospitati nella Cappella di santa Rita. Furono donati come ringraziamento dagli atriani a santa Rita. In sagrestia si trovavano anche due tele, del 1770, raffiguranti santa Rita e Sant'Agostino, oggi conservate al Museo capitolare di Atri.